# Michel Crozon
Pour les articles homonymes, voir Crozon (homonymie).
Michel Crozon, né le 11 décembre 1932 à Chartres et mort le 11 janvier 2008 à Paris, est un physicien français, directeur de recherche émérite au CNRS, spécialiste de la physique des particules.

## Présentation
Chercheur au Laboratoire de physique nucléaire et de hautes énergies, Institut national de physique des particules, universités Paris-VI et Paris-VII. Cofondateur du GLACS, Groupe de Liaison pour l'Action Culturelle Scientifique. Président du comité Île-de-France de l’Année mondiale de la Physique. Parrain du réseau Français des Petits Débrouillards.
« Je souhaite que mes lecteurs perçoivent comment, à mesure de l'avancée des connaissances, s'est développée et transformée une discipline, comment ce qui était énigme est devenu outil, comment s'articulent théories et expériences, comment, à partir d'un même objet d'étude s'enrichissent mutuellement divers champs de la connaissance, comment une démarche expérimentale exploratoire peut ouvrir des pistes, soulever des questions toujours fascinantes, élargir les perspectives théoriques, comment une question modeste peut être le point de départ d'une formidable aventure scientifique. »
En 2005, il reçoit le Prix Roberval grand public pour l'ouvrage Jules Verne : De la science à l'imaginaire, publié en 2004 chez Larousse.
Michel Crozon a eu 4 enfants, Jean Baptiste Crozon, Bénédicte Crozon, Natalie Crozon et Ariel Crozon, qui a notamment écrit un livre sur sa maladie. Il a eu 8 petits enfants : 
Philemon, Arthur , Grégoire, Paulin , Gabrielle , Anouck , Tanguy et Marie.
Il a contribué à l' "Histoire des sciences de l'antiquité à nos jours" sous la direction de Philippe de la Cotardière. 